# Михайлович, Боян
Боян Михайлович (серб. Бојан Михајловић / Bojan Mihajlović; род. 30 марта 1980, Оджаци) — сербский боец смешанного стиля, представитель тяжёлой и полутяжёлой весовых категорий. Выступал на профессиональном уровне в 2003—2017 годах, известен по участию в турнирах бойцовской организации UFC.

## Биография
Боян Михайлович родился 30 марта 1980 года в городе Оджаци Западно-Бачского округа автономного края Воеводина. С пятилетнего возраста занимался разными видами спорта, состоял в секциях карате, баскетбола, бокса, борьбы. В 1999 году поступил в университет на факультет спорта и физического воспитания.
В какой-то момент начал серьёзно заниматься бразильским джиу-джитсу, неоднократно побеждал на чемпионатах Сербии по БЖЖ. Также практиковал борьбу лута-ливре и дзюдо, откуда в конечном счёте перешёл в смешанные единоборства.

### Начало профессиональной карьеры
Дебютировал в ММА на профессиональном уровне в ноябре 2003 года, но первый бой проиграл по очкам. Во втором и третьем боях так же потерпел поражение, в том числе вынужден был сдаться в поединке с хорватом Гораном Рельичем.
Несмотря на три поражения подряд, Михайлович продолжил участвовать в боях и в течение десяти последующих лет сделал серию из десяти побед без единого проигрыша. При всём при том, дрался он в основном на территории Сербии, и уровень его оппозиции был не очень высоким.

### Ultimate Fighting Championship
Имея в послужном списке десять побед и только три поражения, Михайлович привлёк к себе внимание крупнейшей бойцовской организации мира Ultimate Fighting Championship и в 2016 году подписал с ней эксклюзивный контракт. Дебютировал в октагоне в поединке с французским тяжеловесом Франсисом Нганну и проиграл ему техническим нокаутом в первом же раунде. После этого поражения решил спуститься в полутяжёлую весовую категорию.
В 2017 году Боян Михайлович техническими нокаутами проиграл датчанину Йоакиму Кристенсену и россиянину Абдулкериму Эдилову.

## Статистика в профессиональном ММА
| Боёв 16  | Побед 10 | Поражений 6 |
| -------- | -------- | ----------- |
| Нокаутом | 4        | 3           |
| Сдачей   | 2        | 1           |
| Решением | 4        | 2           |

| Результат | Рекорд | Соперник           | Способ                 | Турнир                              | Дата             | Раунд | Время | Место                         | Примечание                |
| --------- | ------ | ------------------ | ---------------------- | ----------------------------------- | ---------------- | ----- | ----- | ----------------------------- | ------------------------- |
| Поражение | 10-6   | Абдулкерим Эдилов  | TKO (удары руками)     | UFC Fight Night: Volkov vs. Struve  | 2 сентября 2017  | 2     | 2:32  | Роттердам, Нидерланды         |                           |
| Поражение | 10-5   | Йоаким Кристенсен  | TKO (удары руками)     | UFC Fight Night: Rodríguez vs. Penn | 15 января 2017   | 3     | 2:05  | Финикс, США                   | Дебют в полутяжёлом весе. |
| Поражение | 10-4   | Франсис Нганну     | TKO (удары руками)     | UFC on Fox: Holm vs. Shevchenko     | 23 июля 2016     | 1     | 1:34  | Чикаго, США                   |                           |
| Победа    | 10-3   | Мухамад Махмич     | TKO (удары руками)     | Serbian Battle Championship 7       | 9 апреля 2016    | 1     | 1:59  | Воеводина, Сербия             |                           |
| Победа    | 9-3    | Марко Игрч         | Единогласное решение   | Serbian Battle Championship 4       | 20 сентября 2014 | 3     | 5:00  | Воеводина, Сербия             |                           |
| Победа    | 8-3    | Драголюб Йокшович  | TKO (удары руками)     | MMA Novi Sad: Open 2014             | 4 апреля 2014    | 1     | 1:45  | Воеводина, Сербия             |                           |
| Победа    | 7-3    | Саша Лазич         | TKO (удары руками)     | Serbian Battle Championship 3       | 3 мая 2013       | 1     | 2:34  | Воеводина, Сербия             |                           |
| Победа    | 6-3    | Михаэль Кнап       | Единогласное решение   | Serbian Battle Championship 2       | 16 ноября 2013   | 3     | 5:00  | Воеводина, Сербия             |                           |
| Победа    | 5-3    | Алия Тучак         | Единогласное решение   | Serbian Battle Championship         | 1 декабря 2012   | 3     | 5:00  | Воеводина, Сербия             |                           |
| Победа    | 4-3    | Марио Юришич       | TKO (удары руками)     | SFC 6: Germany vs. Georgia          | 17 сентября 2011 | 1     | 1:35  | Карлсруэ, Германия            |                           |
| Победа    | 3-3    | Тарик Плакало      | Сдача (удушение сзади) | Noc Gladijatora 2                   | 16 июля 2010     | 1     | 1:35  | Сараево, Босния и Герцеговина |                           |
| Победа    | 2-3    | Саша Лазич         | Единогласное решение   | MMA: Prokuplje                      | 24 октября 2008  | 3     | 5:00  | Прокупле, Сербия              |                           |
| Победа    | 1-3    | Предраг Мильянович | Сдача (американа)      | Ultimate Fight: Cacak               | 1 декабря 2007   | 1     | n/a   | Чачак, Сербия                 |                           |
| Поражение | 0-3    | Горан Рельич       | Сдача (кимура)         | Noc Skorpiona 3                     | 18 февраля 2006  | 1     | n/a   | Шибеник, Хорватия             |                           |
| Поражение | 0-2    | Марко Игрч         | Единогласное решение   | Ultimate Nokaut 1                   | 11 марта 2005    | 3     | 5:00  | Карловац, Хорватия            |                           |
| Поражение | 0-1    | Ник Перич          | Решение судей          | International Fighting Tournament 2 | 2 ноября 2003    | 3     | 5:00  | Мостар, Босния и Герцеговина  |                           |